# El primogènit
"El primogènit" (títol original en anglès "Firstborn") és el 21è episodi de la setena temporada, i el 173è de tota la sèrie, de la sèrie de televisió de ciència-ficció estatunidenca Star Trek: La nova generació. Es van emetre originalment el 25 d'abril de 1994 en redifusió als Estats Units. Va ser escrit per René Echevarria i dirigit per Jonathan West.
Ambientada al segle XXIV, la sèrie segueix les aventures de la tripulació de la nau de la Flota Estel·lar de la Federació Enterprise-D sota el comandament del capità Jean-Luc Picard. En aquest episodi, Worf rep la visita d'un misteriós klíngon que diu que el germà de Worf, Kurn, l'ha enviat per ajudar Alexander a convertir-se en un guerrer klíngon.
En aquest episodi apareixen les germanes Duras, que també van aparèixer aquell mateix any al llargmetratge Star Trek: Generations (1994).

## Argument
Worf està preocupat perquè el seu fill  Alexander no persegueix la seva herència klíngon i no té cap desig de convertir-se en un guerrer klíngon. El Capità Picard recomana que Worf exposi Alexander a més de la seva herència al festival Kot'baval a Maranga IV. Quan l' Enterprise s'atura a Maranga IV com a part d'una missió rutinària, Worf porta Alexander al festival i això sembla ajudar a Alexander a interessar-se per la forma de vida klíngon. Quan tots dos són atacats sobtadament per un trio de guerrers klíngon, arriba un altre klíngon i els ajuda a lluitar contra el trio. Es presenta com a K'mtar, un gin'tak o assessor de la Casa de Mogh que ha vingut a protegir Worf. K'mtar s'uneix a Worf i Alexander mentre tornen a l' Enterprise mentre la tripulació investiga l'atac.
Amb l'aprovació de Worf, K'mtar intenta entrenar Alexander en les maneres del guerrer klíngon, però això resulta ineficaç. K'mtar recomana que Worf enviï Alexander a una acadèmia militar klingon, cosa que seria dura amb Alexander però efectiva. Worf s'hi resisteix, i K'mtar amenaça d'invocar la llei klíngon per prendre la custòdia d'Alexander a Worf. Quan K'mtar pressiona Alexander perquè s'uneixi a l'acadèmia, el noi es nega.
La tripulació de l'"Enterprise" examina una de les dagues utilitzades durant l'atac contra Worf i Alexander. Porta les marques de les germanes Duras. El Comandant Riker rep informació de Quark a Espai Profund 9 que ajuda la tripulació de l'"Enterprise" a localitzar les germanes Duras i les acusa de l'intent d'assassinat. Les germanes neguen qualsevol implicació. Quan Worf presenta la daga, reconeixen una marca com a pertanyent al fill de Lursa, tot i que ella tot just s'assabenta que s'ha quedat embarassada.
Llavors Worf troba K'mtar a punt de matar un Alexander adormit i l'immobilitza. K'mtar es veu obligat a revelar que en realitat és Alexander de dintre de 40 anys, després d'haver viatjat en el temps per preparar-se per a un intent d'assassinat contra el seu pare. Havia organitzat l'atac a Maranga IV per despertar el desig de protegir Worf i havia esperat dirigir el jove Alexander perquè prengués el camí del guerrer per evitar l'assassinat de Worf més tard. Worf li diu a K'mtar que només podia morir feliç sabent que Alexander havia seguit el curs que volia prendre a la vida. Amb la determinació de Worf i el seu nou apreci pels interessos del seu fill, K'mtar està satisfet i torna al seu temps.

## Actors convidats
- James Sloyan - K'mtar/Future Alexander
- Brian Bonsall -  Alexander Rozhenko
- Gwynyth Walsh - B'Etor
- Barbara March - Lursa
- Joel Swetow - Yog
- Colin Mitchell - Gorta
- Armin Shimerman - Quark
- Michael Danek - Kahless
- John Kenton Shull - Molor
- Rickey D'Shon Collins - Eric Burton

## Producció
La idea original de Mark Kalbfeld per a aquest episodi diferia considerablement del resultat final. Se suposava que havia de tractar d'una nau espacial romulana que tornava d'un futur on regna la pau entre els romulans i la Federació. Se suposava que una versió futura de Will Riker havia d'estar a bord de la nau. Tot plegat va resultar ser un engany romulà. Tanmateix, l'equip de producció de la sèrie va considerar la història massa genèrica i la va revisar a fons. Basant-se en una idea rebutjada per Joe Menosky, Riker va ser substituït per Alexander Rozhenko. Menosky inicialment va imaginar Alexander caient a través d'un portal temporal i convertint-se de sobte en un jove de 25 anys. Això es va canviar a un Alexander adult viatjant en el temps per matar el seu jo més jove. La idea original de Menosky finalment es va fer realitat com a episodi "Time's Orphan" a la sisena temporada.
Jonathan West, que havia estat director de fotografia a "Star Trek: La nova generació" des de la sisena temporada, va debutar com a director aquí. Com en l'episodi immediatament anterior "El final del viatge", va estar representat per Kris Krosskove com a director de fotografia.

## Recepció
L'episodi va ser nominat a un Premi Primetime Emmy el 1994 al Millor Pentinat d'una Sèrie.
Keith DeCandido el va qualifica a tor.com el 2013 com un episodi normal de "Star Trek: La nova generació". Va elogiar l'actuació de James Sloyan i els altres actors convidats. També va trobar que el festival klíngon estava ben escenificat. Tanmateix, va trobar la història real poc convincent, ja que Alexander, que viatja en el temps, persegueix un pla força estúpid i l'executa malament. Hauria d'haver sabut que la tripulació de l'Enterprise faria tot el possible per localitzar Lursa i B'Etor després d'un intent d'assassinat a Worf. Que finalment intenti matar el seu jo més jove no té cap sentit per a DeCandido.
El 2019, el Nerdist va classificar el futur Alexander, K'mtar, com un dels set millors viatgers en el temps de tota la franquícia Star Trek fins aleshores.
La revista Time va classificar Lursa i B'Etor (que apareixen en aquest episodi) com els novens millors vilans de la franquícia Star Trek el 2016.
El 2021, Screen Rant va dir que es tractava d'una exploració de les relacions pare-fill, així com de la cultura klingon i va assenyalar la presència de les germanes Duras.

## Llançaments de vídeo
Aquest vídeo es va publicar al Japó en LaserDisc el 9 d'octubre de 1998 com a part de la col·lecció de mitja temporada Log.14: Seventh Season Part.2. Aquest conjunt incloïa episodis des de "Cobertes inferiors" fins a la segona part de "Totes les coses bones...", amb pistes d'àudio en anglès i japonès.